# Paardenveld (Utrecht)

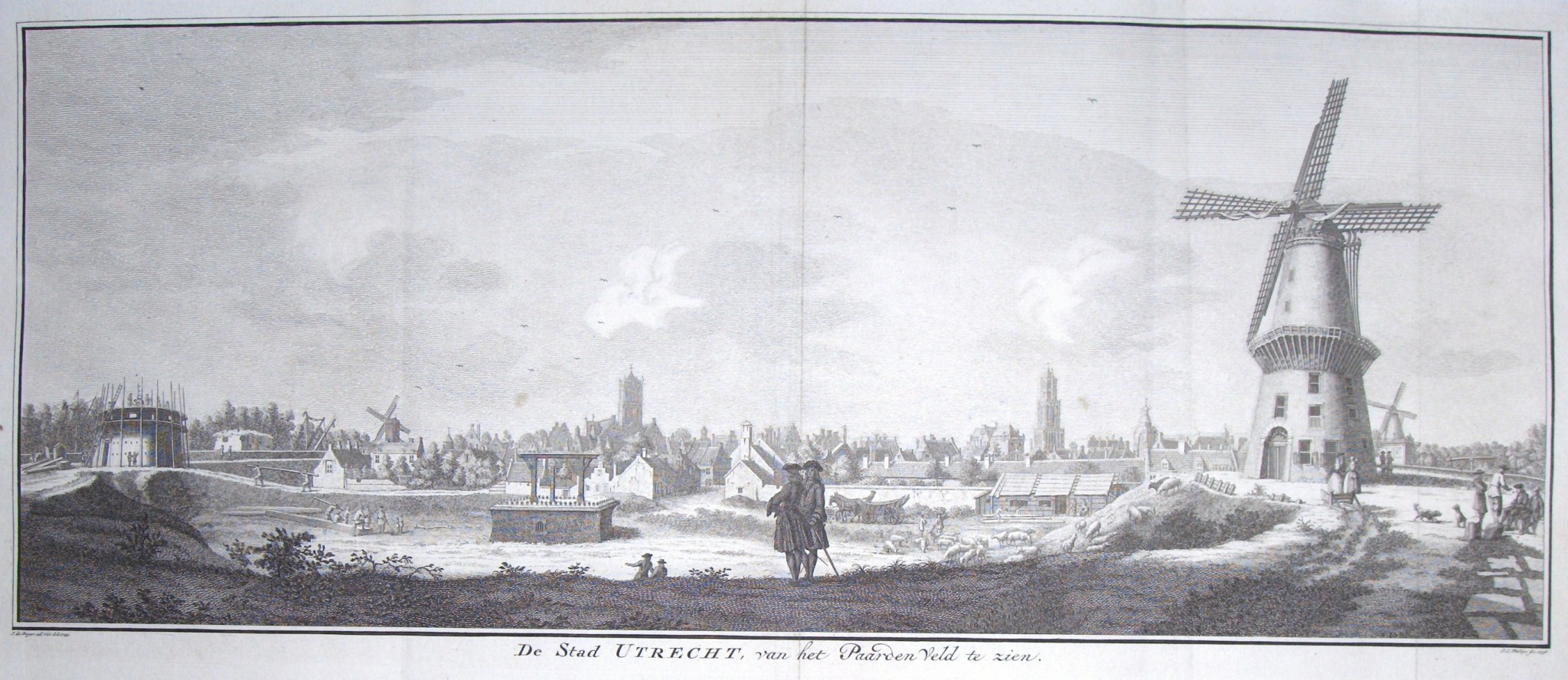
Gezicht op de stad Utrecht uit het midden van de 18e eeuw met het Paardenveld en omgeving. Rechts vooraan in de prent molen Rijn en Son. Links vooraan de in aanbouw zijnde molen De Meiboom. Ook de galg is te zien.

Paardenveld is een straat in de Nederlandse stad Utrecht. Ze is gelegen in de noordwesthoek van de historische binnenstad in de buurt Wijk C.

## Geschiedenis
In de 16e eeuw werd met de bouw van dwangburcht Vredenburg een markt in paarden die daar werd gehouden, verplaatst naar deze nabijgelegen locatie. Hier lag destijds nog een groot driehoekig veld. Deze ruimte stond bekend als Sint Jacobskamp maar door de komst van een paardenmarkt nam het deze naam aan. Met de sloop van Vredenburg omstreeks 1580, verhuisde de markt terug naar de oude locatie, de naam zou echter beklijven. Een molen aan het Paardenveld sneuvelde tijdens de zomerstorm van 1674. Tussen circa 1750 en 1912 stonden hier de molens Rijn en Son en De Meiboom op de stadswal aan het Paardenveld. Ook een galg bevond zich hier vanaf 1619.
Een veilinggebouw voor groenten verscheen rond 1912 op het Paardenveld en werd al spoedig uitgebreid. Op het Vredenburg vonden in die periode soortgelijke activiteiten plaats (Fruithal en Korenbeurs). Omstreeks 1930 verrees het hoofdbureau van de Utrechtse politie aan het Paardenveld naar ontwerp van stadsarchitect J.I. Planjer. De in 1859 aangelegde Molenbrug werd rond 1969 met de gedeeltelijke demping van de Stadsbuitengracht gesloopt.
Vandaag de dag is de noordwesthoek van de binnenstad bebouwd en zijn er alleen bouwwerken van recente datum te vinden, waaronder een vernieuwd hoofdbureau van politie. De middeleeuwse Stadsbuitengracht ter hoogte van het Paardenveld werd ondanks protesten rond 1970 gedempt voor de aanleg van de Catharijnebaan bij het verrijzende Hoog Catharijne. Vanaf 2010 werd de Catharijnebaan weer gesloopt in het kader van de aanpak van het stationsgebied. Eind 2015 stroomde er opnieuw water door de singel langs het Paardenveld. De karakteristieke Molenbrug is (nog niet) herbouwd.

## Fotogalerij

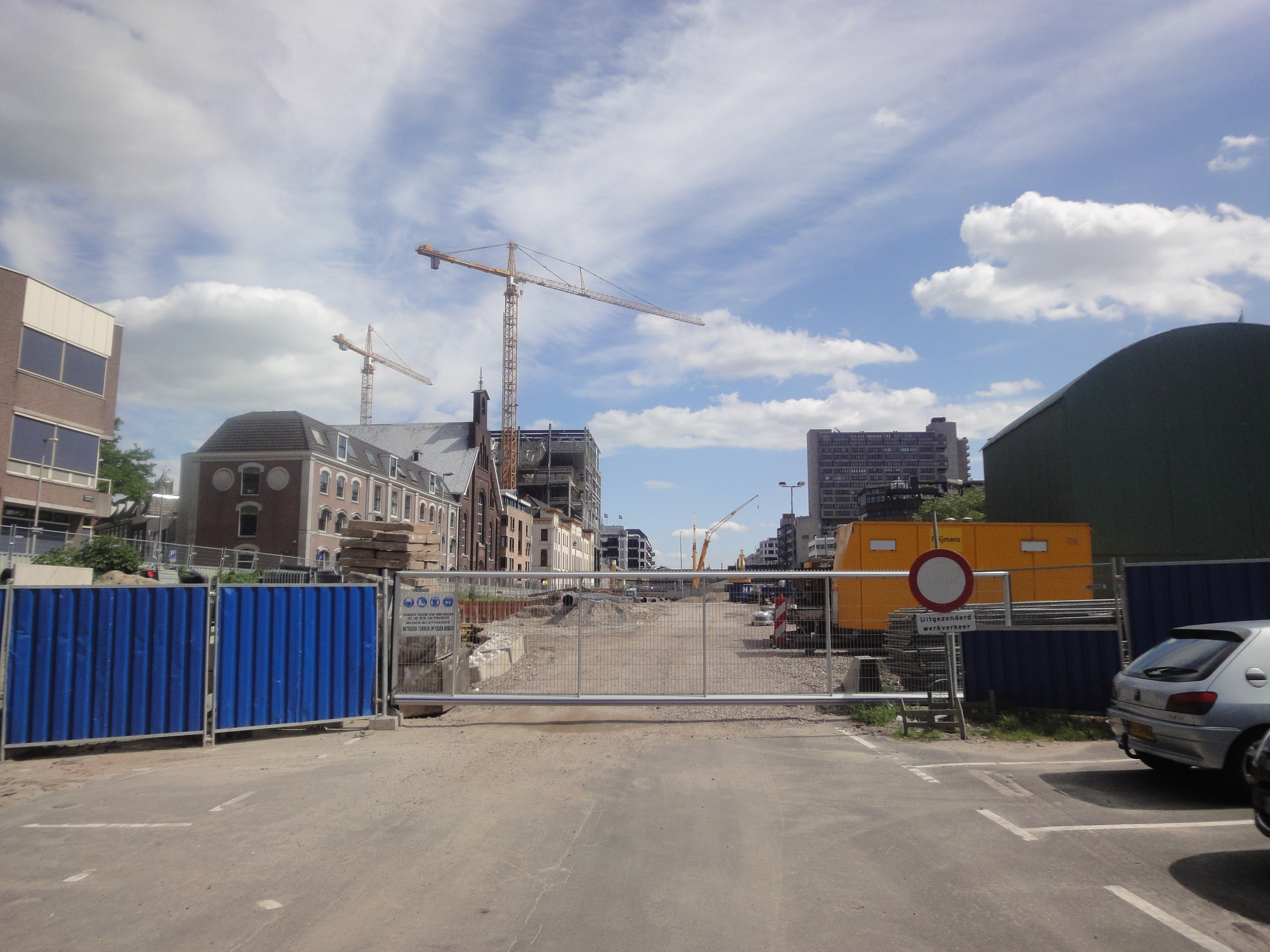
Herinrichting van de Catharijnebaan
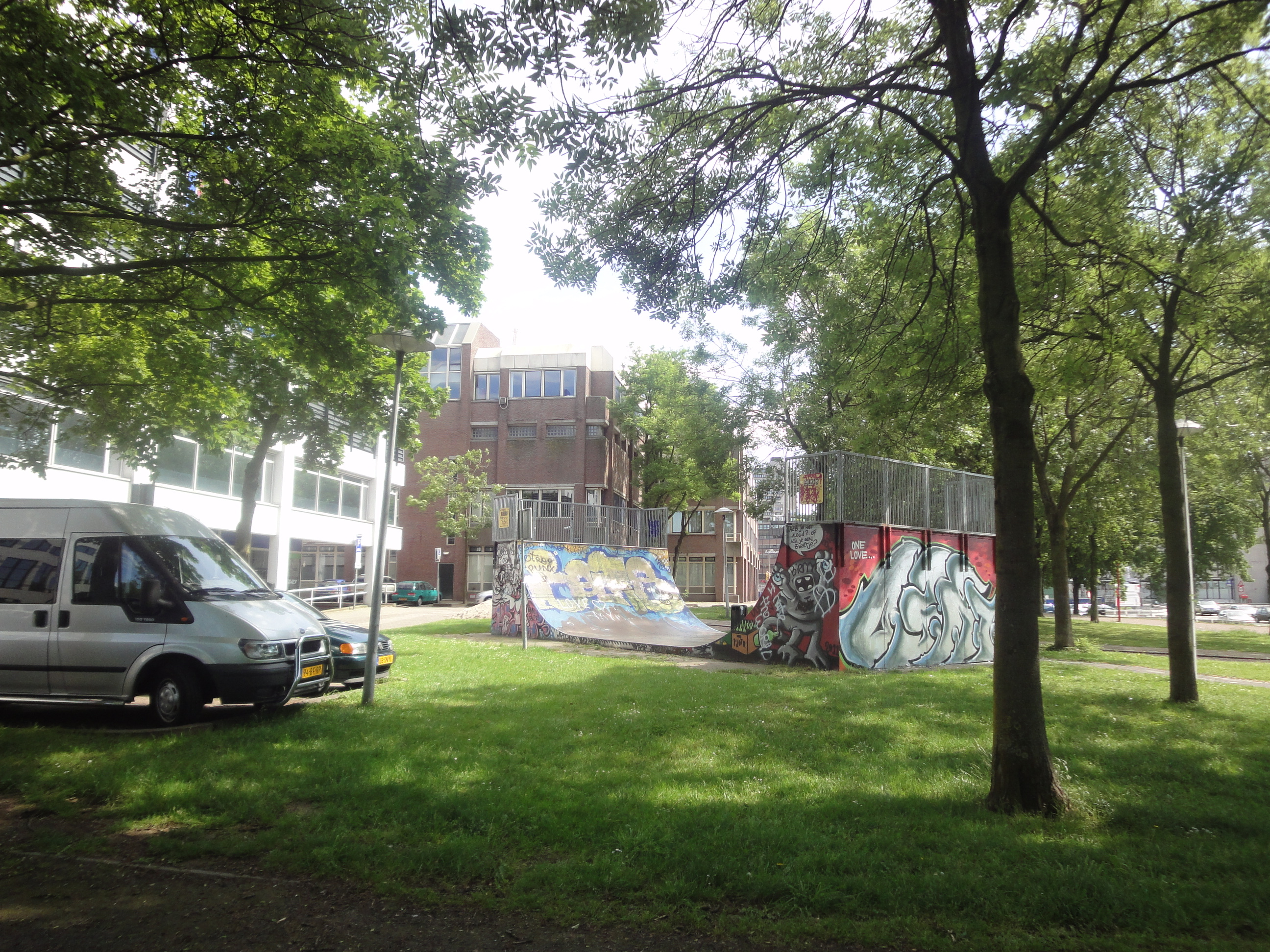
Paardenveld met in de achtergrond het Politiebureau